# Shemini Atzeret
Shemini Atzeret, é a festa da conexão do Oitavo Dia de Assembléia, de acordo com o judaísmo. Depois de completar os sete dias de Sucot, o Oitavo dia significa que o judeu quer permanecer mais um dia na Sucá (na presença Divina).
Recita-se Yiscor